# Saison 2015-2016 du Racing Club de Lens
Maillots
Chronologie
Saison précédente Saison suivante
La saison 2015-2016 du Racing Club de Lens, club de football professionnel français, est la 14e saison du club au sein de la Ligue 2, deuxième division française. Elle fait suite à sa relégation survenue la saison précédente, lors de laquelle le Racing évoluait en Ligue 1.
Malgré ses problèmes financiers et son absence, Hafiz Mammadov est toujours le propriétaire du club, présidé par Gervais Martel. Pour la troisième saison consécutive, Antoine Kombouaré est l'entraîneur principal de l'équipe professionnelle, qui démarre officiellement sa saison le 1er août 2015 par un déplacement à Metz dans le cadre du championnat de Ligue 2.
Lors de cette saison, le club retrouve son stade Bollaert-Delelis, rénové et dont la capacité est réduite durant les six premiers mois à 33 443 places, les travaux étant toujours en cours.

## Avant-saison

### Récit

#### Incertitudes sportives
Le club, ayant réussi à apporter les garanties financières à la DNCG qui l'avait rétrogradé plus bas, est maintenu en Ligue 2. La DNCG interdit le club, à titre onéreux, de recruter.

#### Incertitudes financières
Le budget de la saison passe de plus de 40 M€ à 20 M€.

### Mercato estival
Acheté par le Stade rennais en février 2015 puis prêté au Racing pour la deuxième et dernière partie de saison 2014-2015, Dimitri Cavaré rejoint Rennes en Ligue 1, tout comme Ludovic Baal qui y signe un contrat de trois ans le 12 juin. En fin de contrat, Rudy Riou, Patrick Fradj, Adamo Coulibaly et Benjamin Boulenger ne sont pas quant à eux prolongés par le club lensois, tout comme Alharbi El Jadeyaoui qui rejoint le Qarabağ Ağdam. Le 9 juillet, le capitaine Jérôme Le Moigne s'engage avec le GFC Ajaccio, promu en Ligue 1. Presque dix jours plus tard, le prometteur Baptiste Guillaume s'engage avec le rival lillois, ce qui crée des tensions avec certains supporters, qui en arrivent même à l'agresser. Le 24 juillet, Ahmed Kantari traverse l'Atlantique en s'engageant avec le Toronto FC.
Le transfert de Yoann Touzghar, annoncé par le Club africain au début de juillet, n'a quant à lui toujours pas été officialisé par le club lensois, les deux parties n'étant pas encore parvenues à un accord sur l'indemnité de transfert, évaluée à 300 000 euros.
- Kenny Lala, joueur du Valenciennes FC et Anthony Scaramozzino, joueur de l'Omonia Nicosie sont recrutés à la fin du mois de juin. Au début du mois de juillet, Joris Delle, gardien de but de l'OGC Nice, s'engage deux ans avec le Racing.
- Jonathan Nanizayamo, après avoir effectué un essai de quelques jours, rejoint définitivement le RC Lens, il était libre.
- Le RC Lens engage un milieu défensif en la personne de Guirane N'Daw afin d'amener son expérience. Il a résilié son contrat avec le club du FC Metz.
- Stéphane Besle, le défenseur central de Saint-Gall (Suisse) revient au RC Lens après y avoir évolué de 2000 à 2005.
- Signature pour deux ans de Mathias Autret en provenance du FC Lorient[10].
- Signature pour un an de Nadjib Baouia[11].
- Christian Bekamenga arrive en prêt pour un an en provenant de l'ESTAC. Le RC Lens dispose d'une option d'achat pour deux ans à l'issue de cette saison.

### Préparation et matchs amicaux

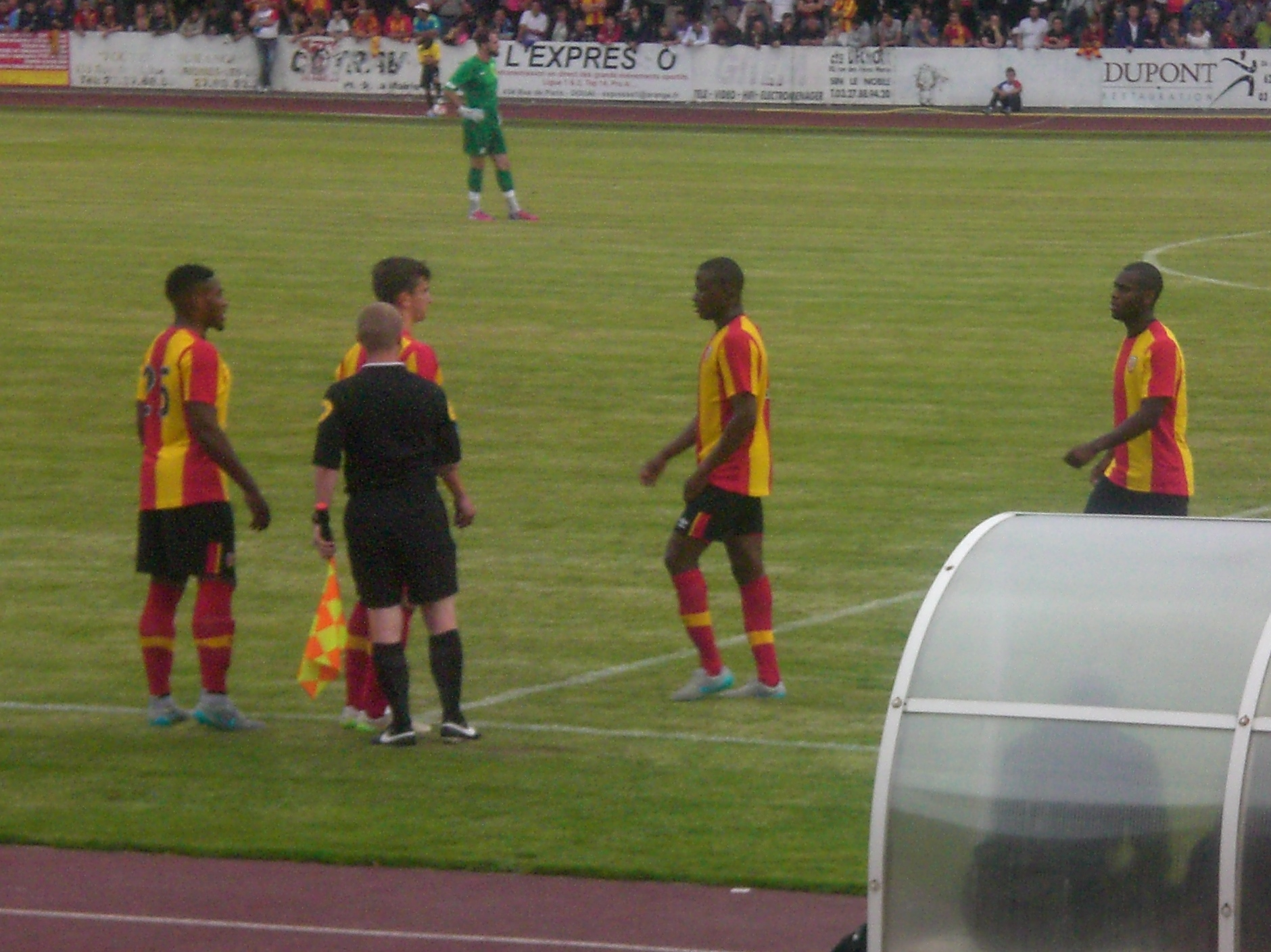
Scène du match amical contre le RWS Bruxelles, le 24 juillet 2015.

| Date            | Horaire | TV | Adversaire                | Lieu                             | Score | Buteur(s) du RCL                                    | Affluence   | Lien |
| --------------- | ------- | -- | ------------------------- | -------------------------------- | ----- | --------------------------------------------------- | ----------- | ---- |
| 10 juillet 2015 | 19 h    | –  | USL Dunkerque (National)  | Stade Marcel Rossel (Loon-Plage) | 1-2   | Aristote Madiani 73e                                | Inconnue    |      |
| 17 juillet 2015 | 19 h    | –  | KV Malines (D1)           | Stade Degouve-Brabant (Arras)    | 3-2   | Pablo Chavarría 17e 45e · Lalaina Nomenjanahary 39e | Inconnue    |      |
| 21 juillet 2015 | 19 h    | –  | AFC Tubize (D2)           | Stade Léo Lagrange (Annœullin)   | 0-0   | –                                                   | Inconnue    |      |
| 24 juillet 2015 | 19 h    | –  | White Star Bruxelles (D2) | Stade Démeny (Douai)             | 0-1   | –                                                   | 2 200       |      |
| 4 décembre 2015 |         | –  | AC Amiens (CFA)           | La Gaillette (Avion)             | 1-2   | Simon Banza                                         | Inconnue    |      |
| 2 janvier 2016  | 11 h    | –  | White Star Bruxelles (D2) | Stade Bollaert Delelis (Lens)    | 0-0   | –                                                   | À huis clos |      |

## Joueurs et encadrement technique

### Effectif professionnel
L'effectif professionnel de la saison 2015-2016 du Racing Club de Lens, entraîné par Antoine Kombouaré et ses adjoints Yves Bertucci, Michel Dufour et Vincent Lannoy, comporte au total vingt-et-un joueurs, dont quatre internationaux séniors et sept formés au club. Jean-Claude Nadon, ancien gardien de but du LOSC notamment, peut compter lors de ses séances d'entraînement spécifique sur deux joueurs, Joris Delle et le jeune nordiste Valentin Belon.
Lalaina Nomenjanahary est le joueur le plus ancien de l'effectif professionnel, présent depuis la saison 2011-2012. Au contraire, Christian Bekamenga a intégré le plus récemment l'équipe lensoise, en étant prêté pour une saison le 5 août 2015.
Note : Les numéros 12 et 17 ont été retirés par le club. En effet, le 12 représente le public lensois et le 17 le numéro que portait Marc-Vivien Foé, mort subitement le 26 juin 2003.

## Compétition

### Championnat

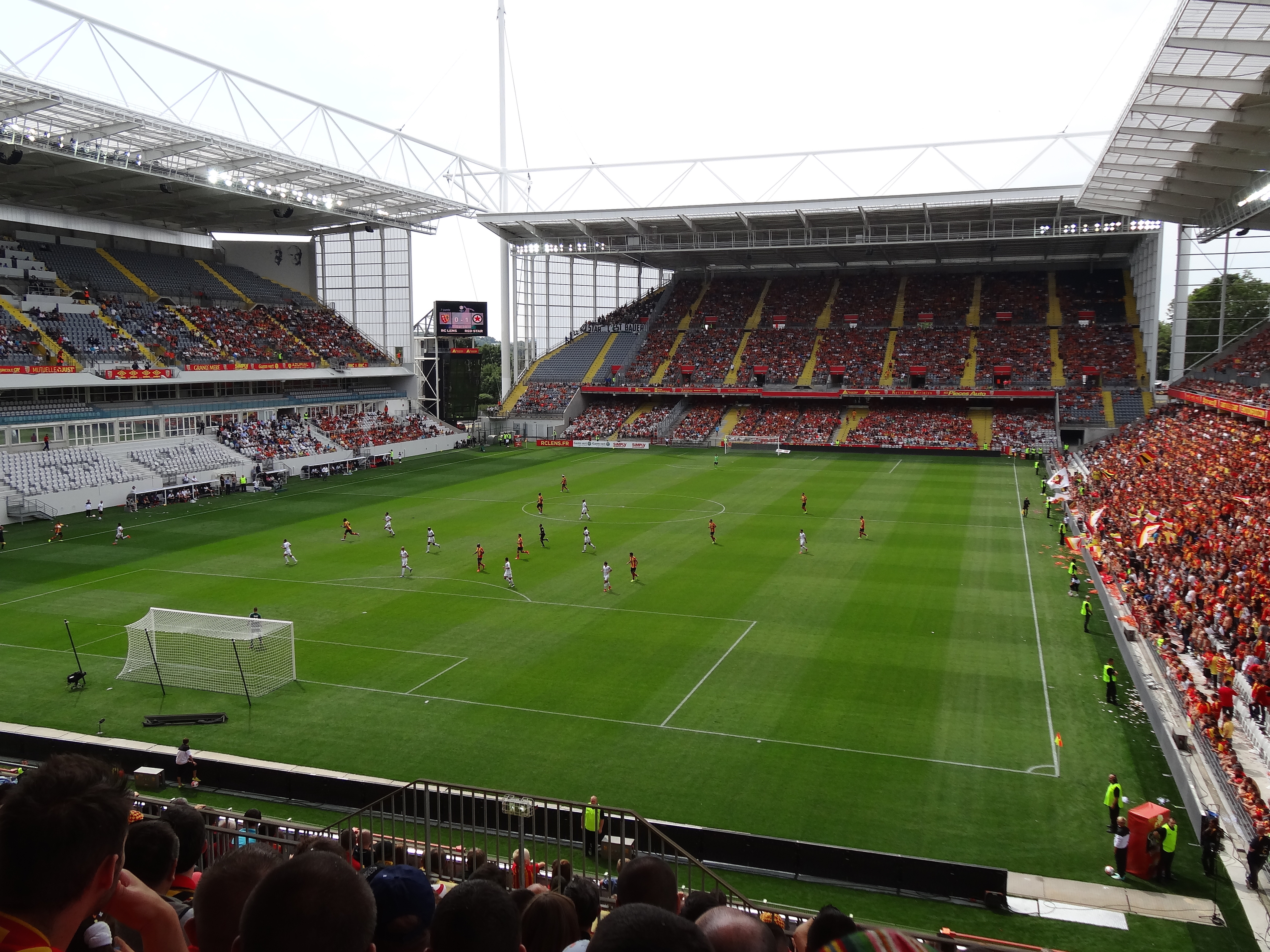
Premier match dans le stade Bollaert-Delelis rénové

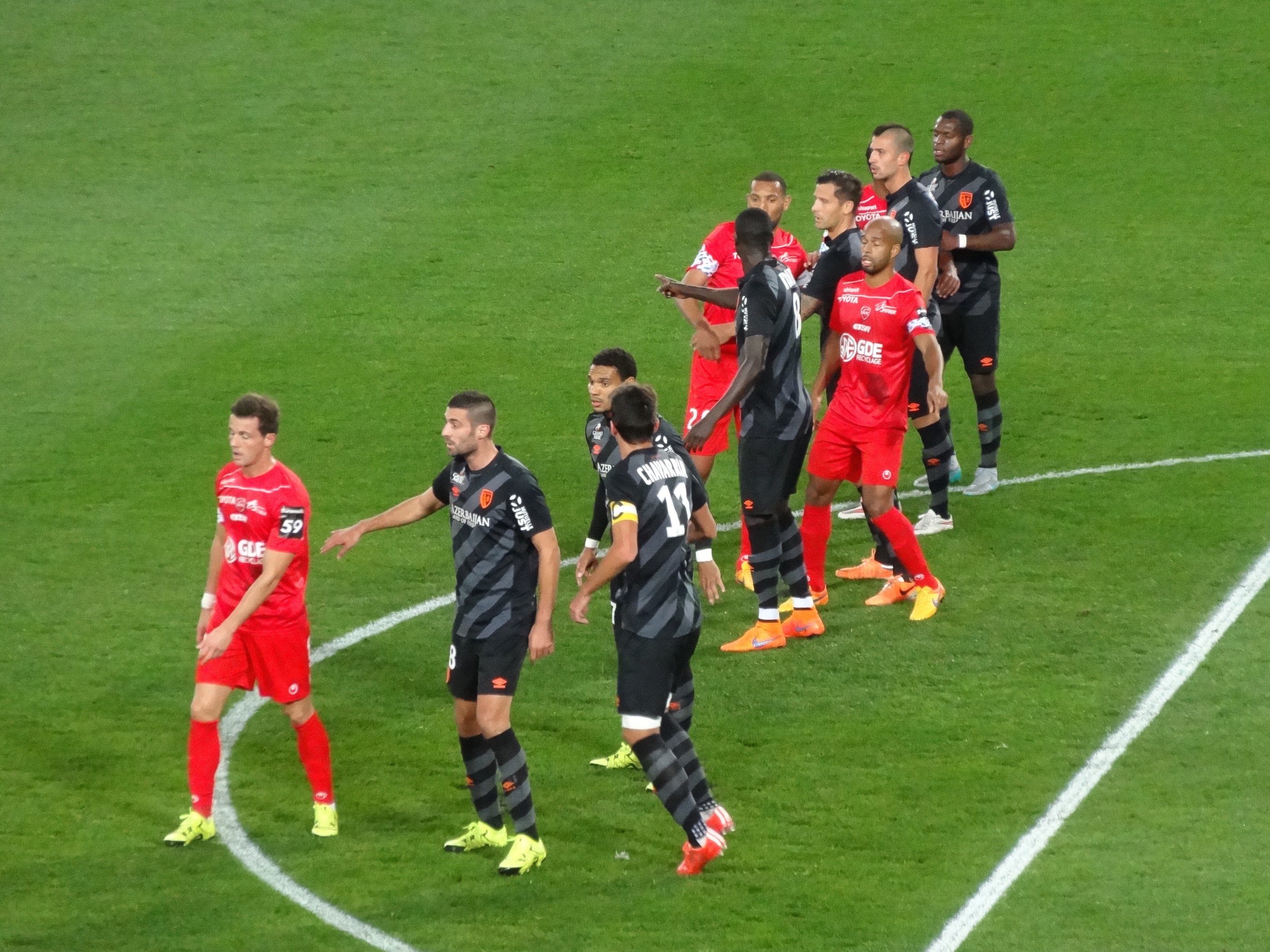
Première victoire en championnat lors du derby à Valenciennes

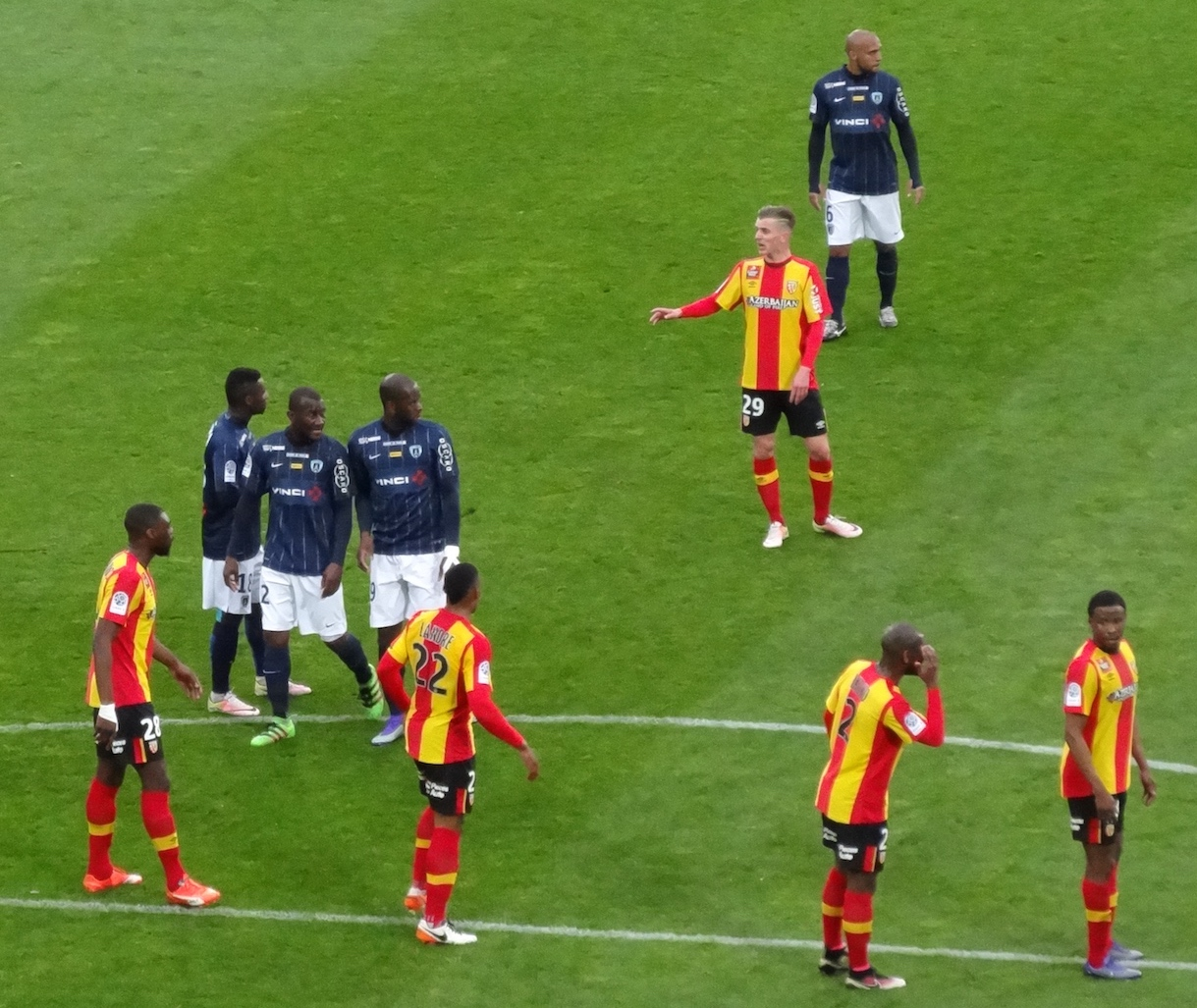
Fin des espoirs de montée, lors de la réception du Paris FC

Le Racing Club de Lens commence sa saison au stade Saint-Symphorien, enceinte du FC Metz, club qui a également été relégué de Ligue 1. Privé une nouvelle fois de ses supporters, le Racing aligne sur le terrain cinq de ses huit recrues et peine à contenir les attaques lorraines. Dominateur, le FC Metz ne parvient toutefois pas à marquer, et Lens accroche le match nul grâce notamment à la très bonne performance de Joris Delle, son gardien.
Lors de la journée suivante, les Sang et Or retrouvent leur antre du Stade Bollaert-Delelis après un an d'exil au stade de la Licorne. C'est la foule des grands jours qui est au rendez-vous pour un match à guichets fermés. Face au promu du Red Star c'est un match nul qui est obtenu grâce à une égalisation de Autret, premier buteur lensois de la saison.
Pour la 3e journée c'est encore une équipe francilienne qui se rend dans l'Artois. Face à Créteil c'est le même résultat qui est obtenu : 1-1.
La 4e journée se conclut par une première défaite à Dijon (2-0), suivie d'une déroute à domicile contre Le Havre (0-4). Le mois de septembre commence comme août s'est terminé, avec une défaite à Brest (2-1).
À la 7e journée, Lens ne s'est pas encore imposé une seule fois en championnat. Face au Tours FC de Marco Simone, les Sang et Or croient bien obtenir une première victoire, mais ils sont rattrapés en seconde mi-temps et doivent se contenter d'un nouveau nul (1-1).
C'est alors qu'arrive le derby à Valenciennes. Pour cette rencontre, Kombouaré décide d'opérer à plusieurs changements dans son équipe de départ, en envoyant notamment Landre en tribunes et Delle sur le banc. Dans un stade du Hainaut acquis à leur cause, les lensois réalisent une rencontre solide et obtiennent leur première victoire de la saison 0-1 grâce à un but du capitaine Pablo Chavarría.
Cette éclaircie est confirmée à la journée suivante avec une première victoire à domicile contre Sochaux 1-0 sur un but à la 83e de Nanizayamo.
À la mi-saison, le club se classe 7e à deux points du podium.
Une bonne série de résultats s'ensuivra jusqu'à une défaite à domicile dans le derby contre Valenciennes (0-1) et contre le cours du jeu.
Au soir d'une victoire 2-0 contre Ajaccio, en parallèle du vernissage de l'exposition RC Louvre, trois victoires consécutives de la 32e à la 34e journée permettent au club de se positionner à la 4e place à l'approche du sprint final.
Une "finale" lors de la 38e journée contre Metz est alors espérée. Malheureusement, la dynamique sera cassée lors de la journée suivante, avec une défaite 4-2 face à Nîmes Olympique.
Le RC Lens aura espéré monter en Ligue 1 jusqu'à la 36e journée, et une défaite à domicile contre la lanterne rouge du Paris FC (0-1).

### Coupe de la Ligue
Relégué en Ligue 2, le RC Lens entame la compétition au premier tour comme tous les pensionnaires de la division, contrairement à la saison précédente où il entrait en lice au stade des seizièmes de finale. Il affronte à Bollaert l'AC Ajaccio, et le tirage au sort lui offre la possibilité de recevoir à nouveau en cas de qualification. Malgré une supériorité numérique à partir de la 65e minute après l'expulsion de Nicolas Fauvergue, le club s'incline lors de la séance de tirs au but, le portier ajaccien Riffi Mandanda étant le héros du soir après avoir stoppé deux tirs dans cet exercice et multiplié les arrêts durant le match.

## Aspects juridiques et économiques

### Équipementier et sponsors
Équipant le RC Lens depuis la saison 2014-2015, Umbro, qui a signé un contrat de quatre ans avec le club en mars 2014, est présent sur les tuniques lensoises pour les matchs et les entraînements.
Malgré la défaillance financière du propriétaire du club Hafiz Mammadov, le slogan « Azerbaïdjan Land of Fire » apparait toujours sur le maillot, en plein centre. Deux nouveaux sponsors viennent également s'afficher : la mutuelle Just, implantée régionalement, sur les manches du maillot, et Café Grand'Mère, partenaire du club depuis 1998, au-dessus du logo de l'équipementier.

## Affluences et télévision

### Affluences
Pour son retour au stade Bollaert-Delelis après une saison d'exil à la Licorne, le club peut compter sur le soutien de 13 128 abonnés, au 10 août 2015.
Affluence du Racing Club de Lens à domicile, lors de la saison 2015-2016